# Balla Aladár
Balla Aladár (Újvidék, 1867. április 4. – Budapest, 1935. március 28.) ügyvéd, politikus, diplomata, az ellenforradalmi  Nemzeti Kormány (avagy a harmadik Szegedi kormány) belügyminisztere.

## Életrajza
Ireghi Balla Aladár ősi nemesi családból származott, iskoláit Pécsett és Budapesten végezte, majd Cambridge-ben nemzetközi jogot és közjogot hallgatott. 1894-ben ügyvéd lett, majd 1902-1906 között Újvidék törvényhatósági főügyésze, majd 1906-1910 között főispánja. Ebben a minőségében sokat foglalkozott a nemzetiségi kérdésekkel, azokra keresve békés megoldásokat. Egyik ilyen sikere a karlócai szerb ortodox patriarcha megválasztása volt 1908-ban, ahol is két eredménytelen szavazást követően végül a Magyarországhoz hű Bogdanovics Lucian püspök nyert. 1917-ben Komáromból került a Parlamentbe a Negyvennyolcas Függetlenségi Párt színeiben. 1918 novemberében zágrábi követ lett, hogy biztosítsa a hazatérő magyar katonák zökkenőmentes útját. Hamarosan lemondott e tisztéről, ugyanis a Károlyi-kormány nem teljesítette ide vonatkozó ígéreteit. A proletárdiktatúra alatt a fiát majdnem kivégezték a vörösök. A jugoszláv hatóságok támogatásával Szegedre került, ahol belépett a nemzeti kormányba.
A Friedrich-kormány megalakulása után Budapestre ment. Az új választásokon Békéscsabán nagy fölénnyel győzött és bejutott a Nemzetgyűlésbe. Az Országos Kisgazdapárt egyik alapítója lett, majd a parlament egyik legharcosabb ellenzéki alakja a Függetlenségi 48-as és Kossuth Párt színeiben. Az 1920-ban alakult parlamentben a véderő- és számvizsgáló bizottság tagja volt.